# Daniel Lamont
Daniel Lamont, född vid okänd tidpunkt, möjligen i Skottland, död någon gång under perioden 1836-1837, var en av de tre ursprungliga grundarna av Columbia Fur Company 1822. Lamont övergick senare i American Fur Companys tjänst. När John Jacob Astor 1834 sålde American Fur Company till Pratte, Chouteau & Co. lämnade Lamont företaget och bildade handelsbolaget Powell, Lamont & Co., verksamt i Arkansasflodens dalgång och med handel på Santa Fe. I övrigt vet forskningen inte mycket om honom. Han hade dock en dotter som hette Janet Lamont med Hanyetukihnayewn, en mdewakantonkvinna som han hade gift sig med à la façon du pays omkring 1829.  